# آبشار شیواناسامودرا کائوری
آبشار شیواناسامودرا کائوری (به انگلیسی: Shivanasamudra Falls) آبشاری است که در کارناتاکا، هند واقع شده و ارتفاع کلی ریزشگاه آن ۹۸ متر (۳۲۲ فوت) است.

## نگارخانه

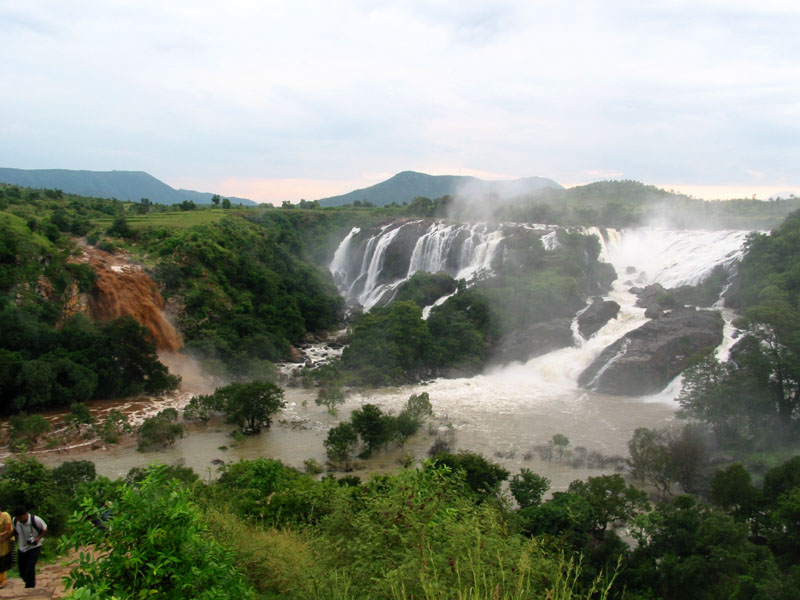
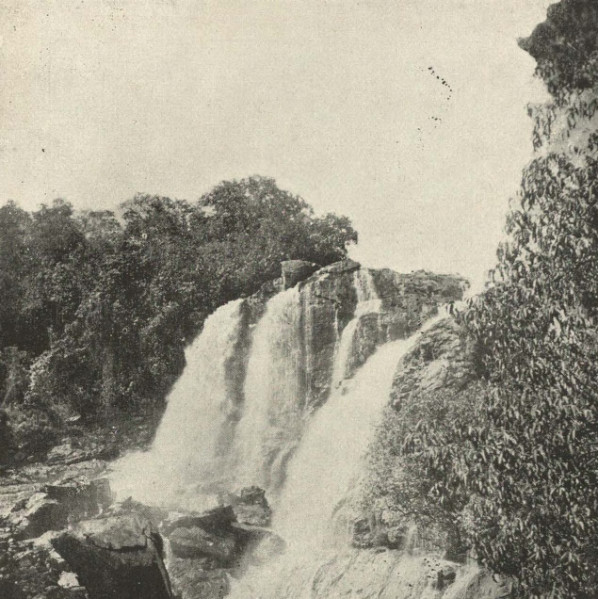
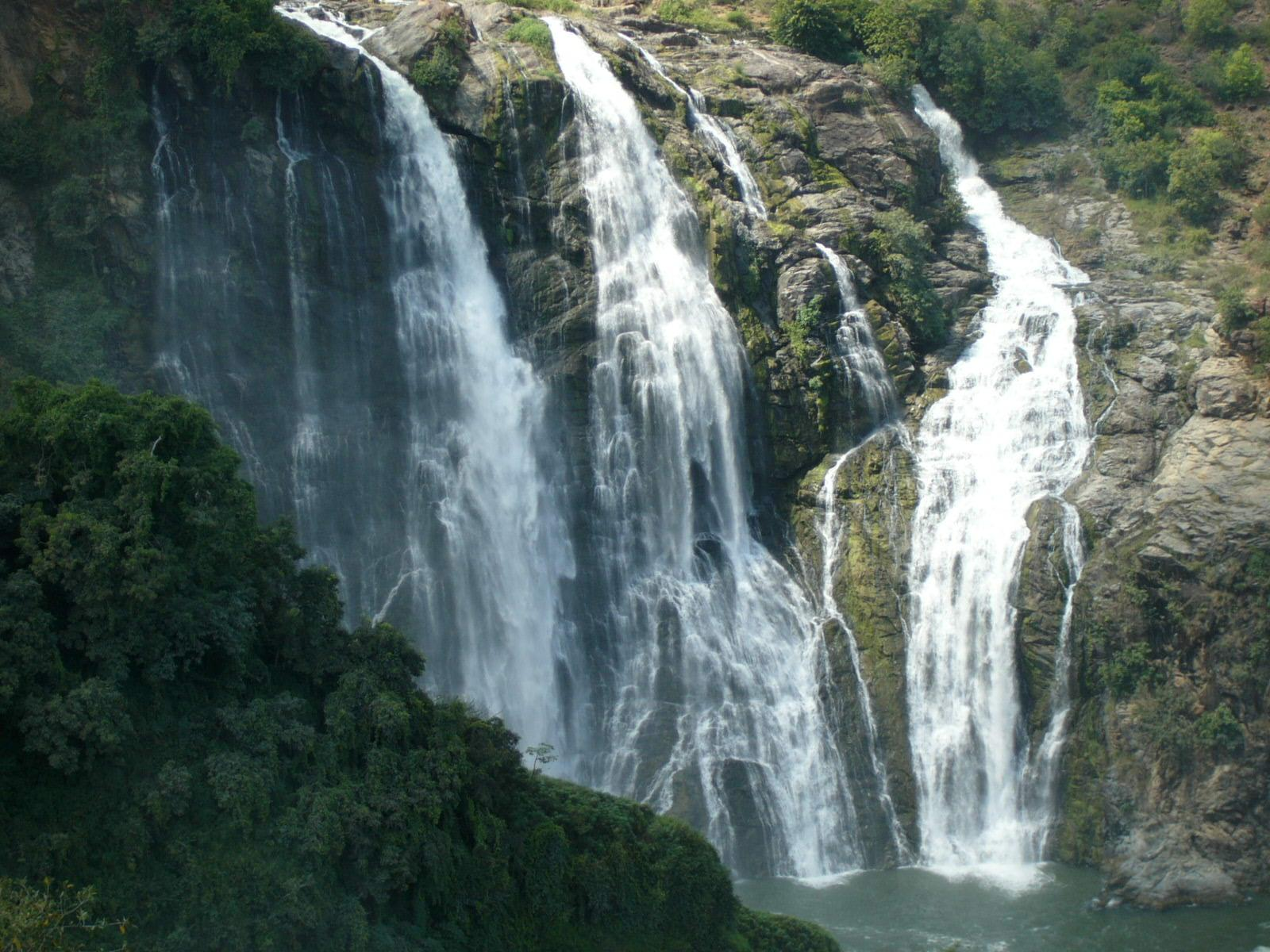
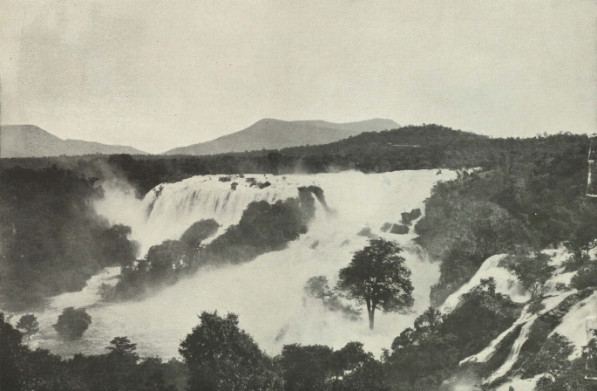